# Brawn GP
Das Brawn GP F1 Team ist ein ehemaliger britischer Formel-1-Rennstall. Er ging am 3. März 2009 aus dem Honda Racing F1 Team hervor und nahm 2009 an der Formel-1-Weltmeisterschaft teil. Überraschend gewann das Team auf Anhieb die Fahrer- und Konstrukteursweltmeisterschaft. Nach der erfolgreichen Debütsaison wurde Brawn GP wiederum mehrheitlich von der Daimler AG übernommen und trat 2010 unter dem Namen „Mercedes GP“ an.

## Geschichte
Nachdem das Honda Racing F1 Team am 5. Dezember 2008 seinen Rückzug erklärt hatte, übernahm Brawn GP am 3. März 2009 durch Management-Buy-out des ehemaligen Honda-Teamchefs Ross Brawn den Rennstall. Trotz einer Finanzhilfe in Höhe von 130 Millionen Euro von Honda musste das Team auf 450 Angestellte reduziert werden. 
Als Fahrer wurden für die Saison 2009 die Ex-Honda-Piloten Jenson Button und Rubens Barrichello bestätigt. Als Ersatzfahrer verpflichtete das Team mit Anthony Davidson ebenfalls einen ehemaligen Honda-Angestellten. Ex-Honda-Ersatzpilot Alexander Wurz blieb der Mannschaft ebenfalls treu und war für das neue Team als technischer Berater tätig.
Brawn stand zunächst ohne Sponsoren da, weil Vorgänger Honda wegen seiner Earthdream-Kampagne fast alle Sponsorenverträge hatte auslaufen lassen. Noch vor dem ersten Rennen 2009 präsentierte das Team allerdings Richard Bransons Virgin Group als Sponsor.

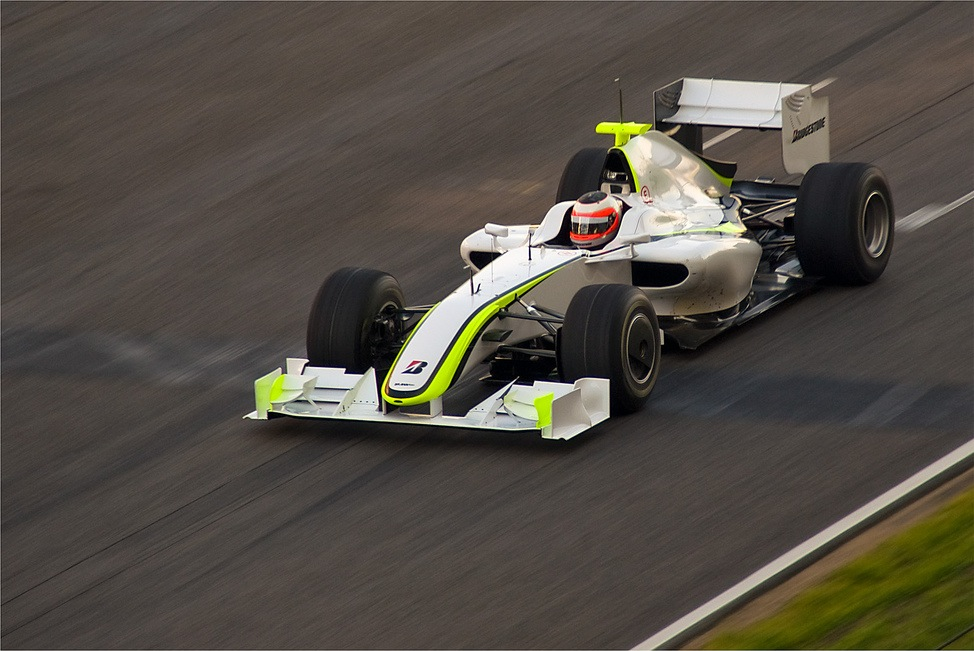
Rubens Barrichello im Brawn BGP 001 bei Testfahrten vor der Saison

Brawn GP setzte 2009 das Chassis BGP 001 zusammen mit dem Mercedes-Triebwerk FO108W 2.4 V8 ein.
Zum Saisonauftakt beim Großen Preis von Australien gelang dem Team ein unerwarteter und in der Fachpresse trotz einiger Bestzeiten bei den Wintertestfahrten vor der Saison als Sensation gefeierter Erfolg: Button qualifizierte sich beim ersten Einsatz des Teams für die Pole-Position und Barrichello machte die erste Startreihe komplett. Im Rennen feierte Brawn in der gleichen Reihenfolge einen Doppelsieg. Damit gelang einem neuen Team zum ersten Mal seit Wolf 1977 beim Großen Preis von Argentinien ein Triumph beim ersten Auftritt; einen Doppelsieg im ersten Rennen eines neuen Teams gab es das letzte Mal 1954: Damals gewannen die Mercedes-Benz-Piloten Juan Manuel Fangio und Karl Kling beim Großen Preis von Frankreich.
Entscheidenden Anteil am Sieg in Australien hatte aber aus Sicht einiger Konkurrenzteams ein spezieller Doppel-Diffusor mit Mittelkanal, den außer Brawn auch Williams und Toyota einsetzten. Die Teams BMW-Sauber, Ferrari, Red Bull und Renault hatten bereits während des Rennwochenendes offiziell Protest eingelegt. Nachdem die Rennkommissare vor Ort diesen abgelehnt hatten, reichten die genannten Rennställe Klage beim Berufungsgericht der FIA ein, der aber am 14. April nicht stattgegeben wurde.
Auch beim malaysischen Grand Prix in Sepang verbuchte Jenson Button für Brawn Pole-Position und Sieg. Da das Rennen jedoch wegen starker Regenfälle vorzeitig abgebrochen wurde, gab es nur halbe Punkte. Beim darauffolgenden Rennen in China riss die Erfolgsserie zunächst ab: Im strömenden Regen fuhr das Red-Bull-Racing-Team einen Doppelsieg ein, Button und Barrichello fuhren dahinter als Dritter und Vierter ins Ziel. Auch in Bahrain schien Red Bull zunächst der Favorit zu sein und auch das Werksteam Toyota trumpfte mit Bestzeiten in der Qualifikation stark auf. Zudem hatte Brawn mit Kühlproblemen an seinen Mercedes-Aggregaten zu kämpfen und fürchtete vorzeitige Ausfälle durch Überhitzung. Im Rennen jedoch ließ sich Jenson Button nicht beirren und sicherte sich den dritten Saisonsieg.

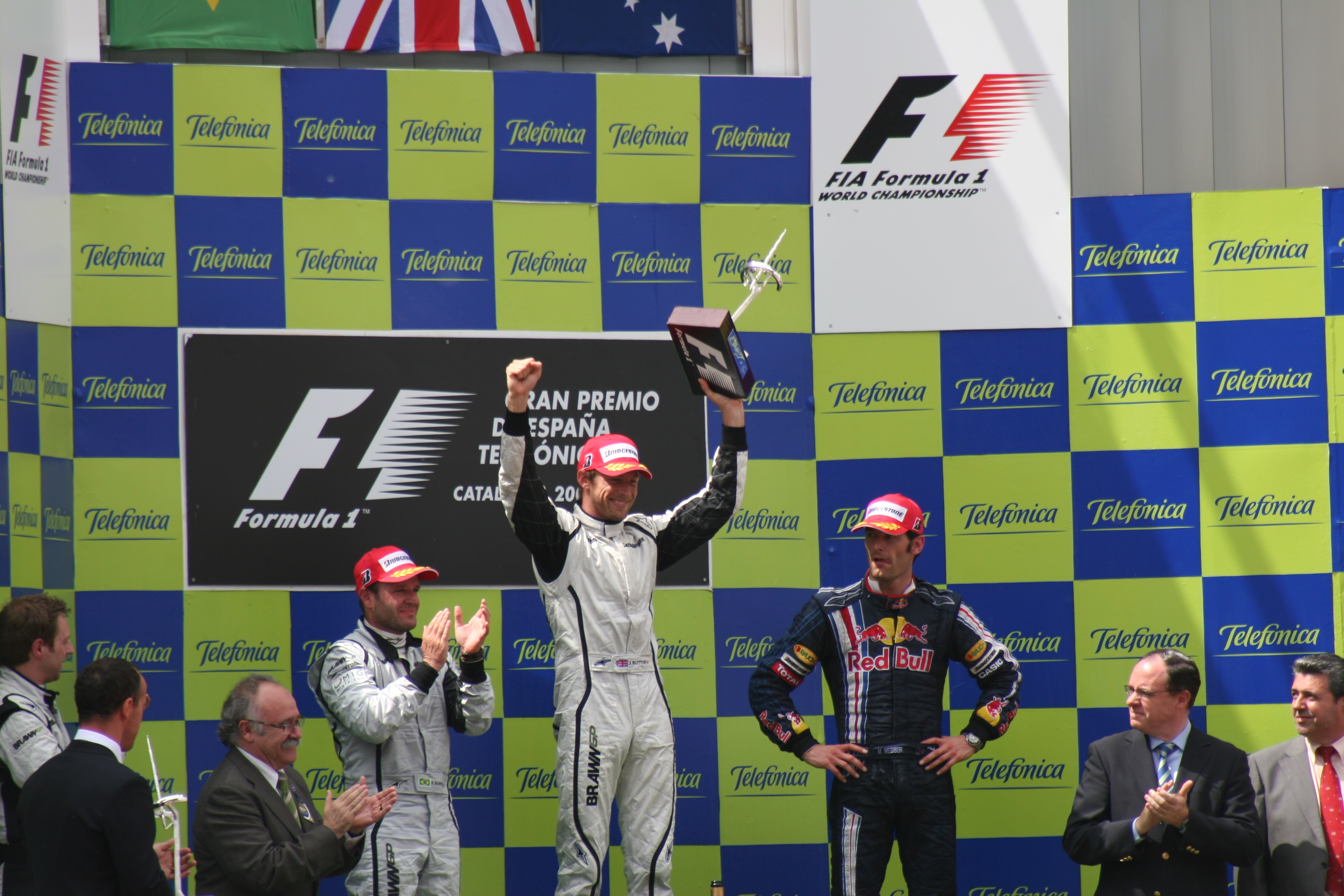
Doppelsieg von Button und Barrichello beim Großen Preis von Spanien; Dritter wurde Mark Webber im Red Bull

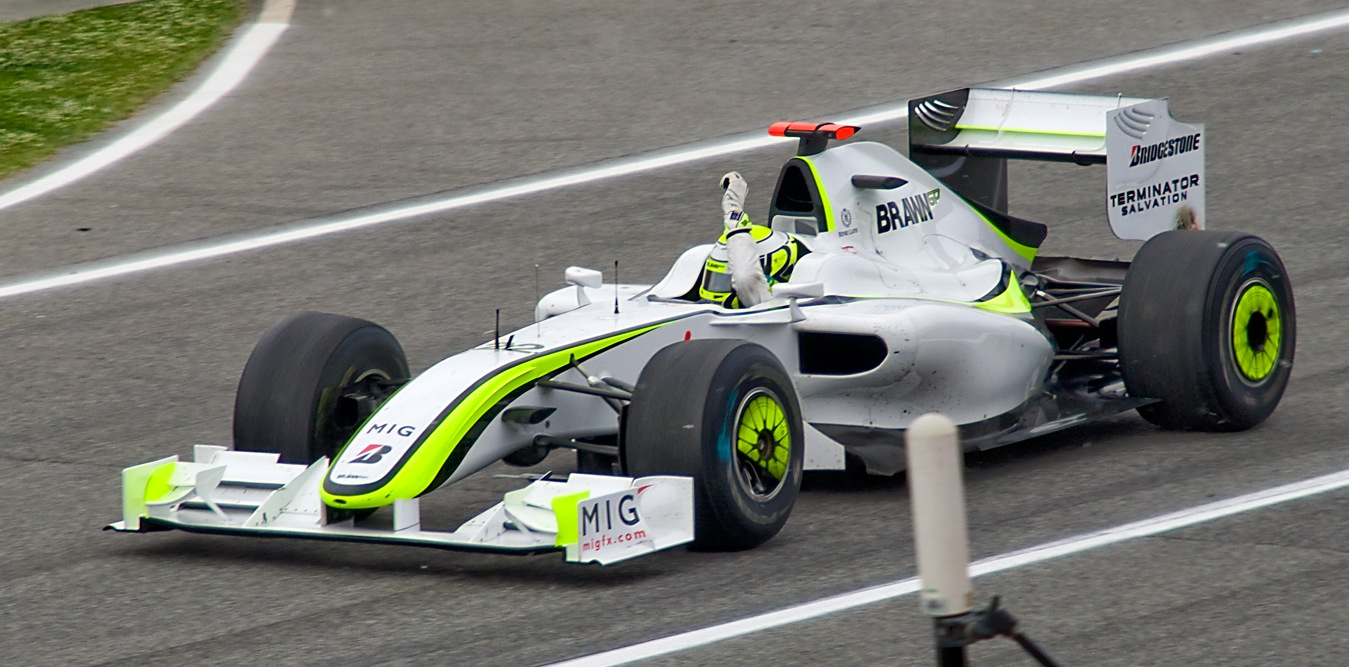
Der spätere Weltmeister Jenson Button gewinnt den GP von Spanien 2009

Der Europa-Auftakt in Spanien auf dem Circuit de Catalunya wies zunächst erneut das Red-Bull-Team als Favoriten aus, da dessen Auto die effizienteste Aerodynamik bescheinigt wurde. Kurz vor Ende der Qualifikation stand tatsächlich ein Red Bull ganz oben auf der Zeitenliste, bevor Jenson Button buchstäblich in letzter Sekunde mit einer „Chaosrunde“ die Bestzeit eroberte. Im Rennen fuhr Brawn einen unangefochtenen Doppelsieg heraus, der allerdings durch das Pech des Red-Bull-Piloten Sebastian Vettel begünstigt wurde, der während der gesamten Renndistanz hinter dem Ferrari von Felipe Massa festhing und so sein mögliches Renntempo gar nicht erst entfalten konnte. Es schien bis zur Hälfte des Rennens, als wenn erstmals Barrichello den Sieg für Brawn einfahren würde, bevor ein Strategiewechsel Button erneut auf die Siegerstraße brachte.
Beim Traditions-Grand-Prix in den Straßen von Monaco münzte das Team erstmals die hervorragende Mechanik seines Autos in Überlegenheit um, sodass Button und Barrichello erneut auf den obersten Podeststufen standen. Den Großen Preis der Türkei gewann abermals Button. Barrichello, der einen schlechten Start erwischte, weit zurückfiel und bei seiner Aufholjagd einen Dreher und einen Unfall verursachte, musste das Rennen schließlich vorzeitig wegen eines Getriebeschadens aufgeben.
In den verbleibenden zehn Rennen der Saison konnte Button lediglich noch zu den Großen Preisen von Italien und Abu Dhabi auf das Podest fahren. Barrichello gewann dagegen noch die Großen Preise von Europa und Italien.

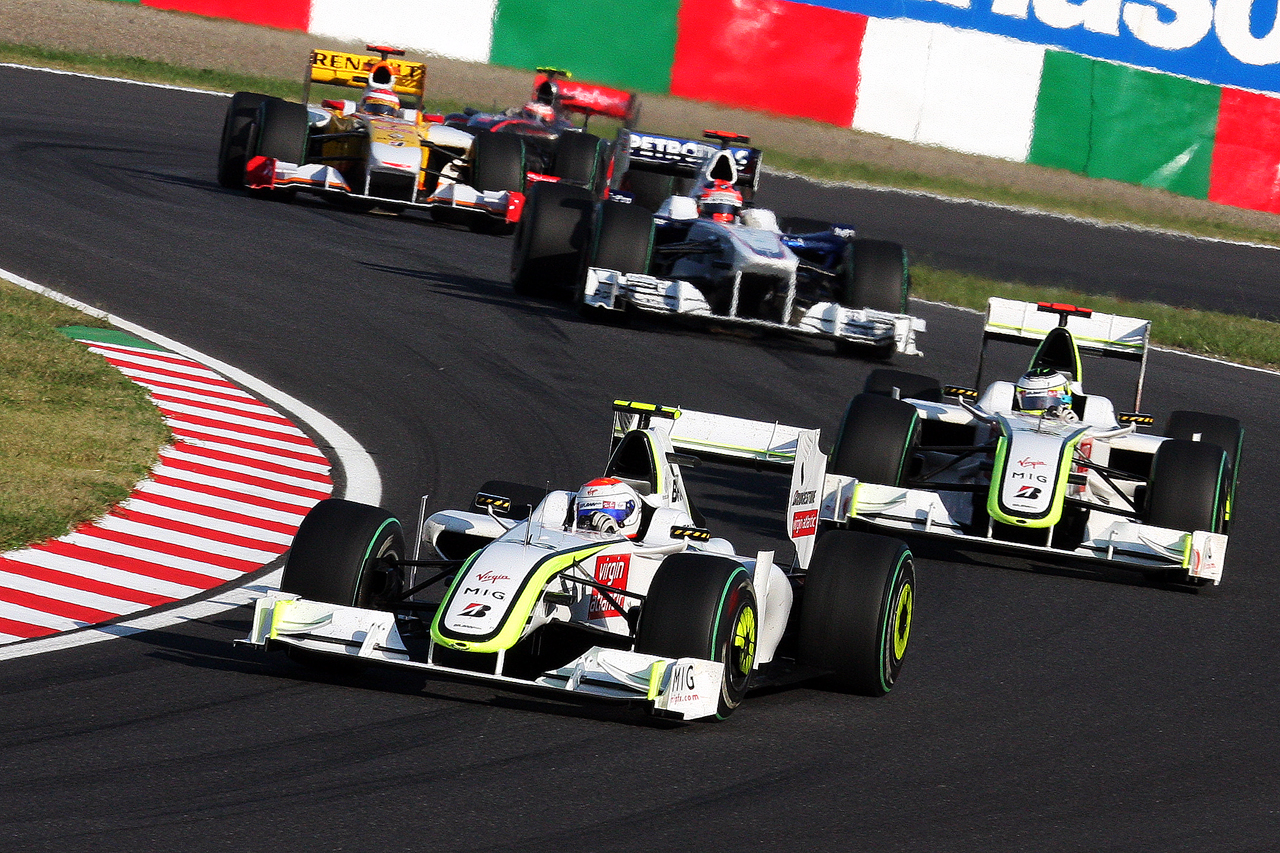
Rubens Barrichello (vorne) und Jenson Button (dahinter) beim Großen Preis von Japan

Dank des fünften Platzes beim Großen Preis von Brasilien von Button und dem achten Platz von Barrichello konnte Brawn GP die Konstrukteursweltmeisterschaft ein Rennen vor Saisonende gewinnen. Im selben Rennen gewann Jenson Button vorzeitig die Fahrerweltmeisterschaft.
Nach Saisonende wurde bekannt gegeben, dass Brawn GP 75,1 Prozent seiner Anteile an Mercedes-Benz verkauft. Damit erwarb der deutsche Automobilhersteller die Mehrheit am britischen Team und nahm 2010 unter eigenem Namen („Mercedes Grand Prix“) an der Formel-1-Weltmeisterschaft teil. Der Name „Brawn GP“ verschwand somit nach nur einem Jahr wieder aus der Formel 1.

## Zahlen und Daten

### Statistik in der Formel 1
| Saison | Teamname                  | Chassis | Motor                | Reifen | GP | Siege | Zweiter | Dritter | Poles | schn. Runden | Punkte | WM-Rang |
| ------ | ------------------------- | ------- | -------------------- | ------ | -- | ----- | ------- | ------- | ----- | ------------ | ------ | ------- |
| 2009   | Brawn GP Formula One Team | BGP 001 | Mercedes-Benz 2.4 V8 | B      | 17 | 8     | 4       | 3       | 5     | 4            | 172    | 1.      |
| Gesamt | Gesamt                    | Gesamt  | Gesamt               | Gesamt | 17 | 8     | 4       | 3       | 5     | 4            | 172    |         |

### Alle Fahrer des Brawn GP Formula One Teams
| Name               | Jahre | Grand Prix | Siege | Zweiter | Dritter | Poles | schn. Runden | Punkte | beste WM-Pos. |
| ------------------ | ----- | ---------- | ----- | ------- | ------- | ----- | ------------ | ------ | ------------- |
| Jenson Button      | 2009  | 17         | 6     | 1       | 2       | 4     | 2            | 95     | 01. (2009)    |
| Rubens Barrichello | 2009  | 17         | 2     | 3       | 1       | 1     | 2            | 77     | 03. (2009)    |

### Ergebnisse in der Formel 1
| Saison | Chassis | Fahrer         | Nr. | 1 | 2 | 3 | 4 | 5 | 6 | 7   | 8 | 9 | 10 | 11 | 12  | 13 | 14 | 15 | 16 | 17 | Punkte | Rang |
| ------ | ------- | -------------- | --- | - | - | - | - | - | - | --- | - | - | -- | -- | --- | -- | -- | -- | -- | -- | ------ | ---- |
| 2009   | BGP 001 |                |     |   |   |   |   |   |   |     |   |   |    |    |     |    |    |    |    |    | 172    | 1.   |
| 2009   | BGP 001 | J. Button      | 22  | 1 | 1 | 3 | 1 | 1 | 1 | 1   | 6 | 5 | 7  | 7  | DNF | 2  | 5  | 8  | 5  | 3  | 172    | 1.   |
| 2009   | BGP 001 | R. Barrichello | 23  | 2 | 5 | 4 | 5 | 2 | 2 | DNF | 3 | 6 | 10 | 1  | 7   | 1  | 6  | 7  | 8  | 4  | 172    | 1.   |

| Legende  | Legende            | Legende                                                          |
| Farbe    | Abkürzung          | Bedeutung                                                        |
| -------- | ------------------ | ---------------------------------------------------------------- |
| Gold     | –                  | Sieg                                                             |
| Silber   | –                  | 2. Platz                                                         |
| Bronze   | –                  | 3. Platz                                                         |
| Grün     | –                  | Platzierung in den Punkten                                       |
| Blau     | –                  | Klassifiziert außerhalb der Punkteränge                          |
| Violett  | DNF                | Rennen nicht beendet (did not finish)                            |
| Violett  | NC                 | nicht klassifiziert (not classified)                             |
| Rot      | DNQ                | nicht qualifiziert (did not qualify)                             |
| Rot      | DNPQ               | in Vorqualifikation gescheitert (did not pre-qualify)            |
| Schwarz  | DSQ                | disqualifiziert (disqualified)                                   |
| Weiß     | DNS                | nicht am Start (did not start)                                   |
| Weiß     | WD                 | zurückgezogen (withdrawn)                                        |
| Hellblau | PO                 | nur am Training teilgenommen (practiced only)                    |
| Hellblau | TD                 | Freitags-Testfahrer (test driver)                                |
| ohne     | DNP                | nicht am Training teilgenommen (did not practice)                |
| ohne     | INJ                | verletzt oder krank (injured)                                    |
| ohne     | EX                 | ausgeschlossen (excluded)                                        |
| ohne     | DNA                | nicht erschienen (did not arrive)                                |
| ohne     | C                  | Rennen abgesagt (cancelled)                                      |
| ohne     | keine WM-Teilnahme |                                                                  |
| sonstige | P/fett             | Pole-Position                                                    |
| sonstige | 1/2/3/4/5/6/7/8    | Punktplatzierung im Sprint-/Qualifikationsrennen                 |
| sonstige | SR/kursiv          | Schnellste Rennrunde                                             |
| sonstige | *                  | nicht im Ziel, aufgrund der zurückgelegten Distanz aber gewertet |
| sonstige | ()                 | Streichresultate                                                 |
| sonstige | unterstrichen      | Führender in der Gesamtwertung                                   |

## Übersicht des letzten Personals
| Aufgabenbereich           | Name               |
| ------------------------- | ------------------ |
| Stammfahrer               | Jenson Button      |
| Stammfahrer               | Rubens Barrichello |
| Ersatzfahrer              | Anthony Davidson   |
| Teamchef                  | Ross Brawn         |
| Geschäftsführer           | Nick Fry           |
| Teammanager               | Ron Meadows        |
| Technischer Direktor      | vakant             |
| Chefingenieur             | Steve Clark        |
| Chefdesigner              | Loïc Bigois        |
| Chefaerodynamiker         | John Owen          |
| Technischer Berater       | Alexander Wurz     |
| Renningenieur Button      | Andrew Shovlin     |
| Renningenieur Barrichello | Jock Clear         |